# Anche lei fumava il sigaro
Anche lei fumava il sigaro è un film del 1985 diretto da Alessandro Di Robilant.